# Katrine Pedersen
Katrine Søndergaard Pedersen (Horsens, 1977. április 13. –) dán női válogatott labdarúgó. 21 évet átölelő pályafutása alatt több poszton is bevethető játékosként számítottak rá klubjainál. Hazája színeiben válogatottsági rekorder 210 pályára lépésével.

## Pályafutása

### Klubcsapatban
2002–2003-ban a Fulham játékosaként bajnoki címet, kupa- és ligakupa győzelmet ért el.
Távozása után a norvég bajnokságban érdekelt IF Fløya csapatához szerződött, ahol két bronzérmet szerzett. 
Két szezon után Svédországba tette át székhelyét és a Djurgården/Älvsjö szolgálatába állt.
2007-ben az Askernél töltött egy évet, majd miután az anyagi gondokkal küzdő klubját 2008-ban átvette a Stabæk együttese, Pedersen a következő négy szezonjában az oslói klubhoz kötelezte el magát. Csapatát ebben az időszakban a Toppserien legerősebb együttesei közé sorolták, ennek eredményeképpen két bajnoki cím és három ezüstérem kerülhetett vitrinjébe.
2014 végén az ausztrál bajnokságban is kipróbálta magát egy szezon erejéig, majd pályafutását korábbi klubjánál a Stabæknél fejezte be.

## Sikerei, díjai

### Klubcsapatokban
Angol bajnok (1):
- Fulham (1): 2002-03

 Angol kupagyőztes (1):
- Fulham (1): 2002-03

 Angol ligakupa-győztes (1):
- Fulham (1): 2002-03

 Norvég bajnok (2):
- Stabæk (2): 2010, 2013

### Egyéni
- Az év játékosa (2): 2007, 2013

## Magánélete
2011-ben önéletrajzi könyvet adott ki pályafutásáról „Katrine” címmel.